# Пул, Джордан
Джо́рдан Пул (англ. Jordan Poole; род. 19 июня 1999 года в Милуоки, штат Висконсин, США) — американский профессиональный баскетболист, выступающий в Национальной баскетбольной ассоциации за команду «Вашингтон Уизардс». Играет на позиции атакующего защитника. На студенческом уровне выступал за команду Мичиганского университета «Мичиган Вулверинс». На драфте НБА 2019 года он был выбран под двадцать восьмым номером командой «Голден Стэйт Уорриорз».

## Профессиональная карьера

### Голден Стэйт Уорриорз (2019—2023)
Пул был выбран под 28-м номером на драфте НБА 2019 года клубом «Голден Стэйт Уорриорз». 11 июля 2019 года он подписал с Голден Стэйтом контракт новичка, рассчитанный на 4 года. 24 октября Пул дебютировал в НБА, выйдя со скамейки запасных, и набрал 5 очков, 2 подбора, 2 передачи и 1 перехват за 21 минуту в поражении от «Лос-Анджелес Клипперс» со счётом 122—141. 28 октября он впервые вышел в стартовом составе и набрал 13 очков в победе над «Нью-Орлеан Пеликанс» со счётом 134—123. 18 января 2020 года Пул установил личный рекорд результативности, набрав 21 очко, в победе над «Орландо Мэджик» со счётом 109—95.
В сезоне 2021/2022 стал Чемпионом НБА в составе «Голден Стэйт Уорриорз».

### Вашингтон Уизардс (2023—настоящее время)
6 июля 2023 года «Уорриорз» обменяли Пула, Патрика Болдуина-младшего, Райана Роллинза и драфт-пик в «Вашингтон Уизардс» на Криса Пола. Пул дебютировал в составе «Уизардс» 25 октября, набрав 18 очков и сделав пять передач в матче с «Индианой Пэйсерс» (120:145). 27 марта 2024 года Пул набрал 38 очков в матче с «Бруклин Нетс».
В сезоне 2024/25 он был переведен на позицию разыгрывающего. Пул набрал свои первые 40+ очков в составе «Уизардс» 14 ноября 2024 года, когда он набрал 42 очка в матче против «Сан-Антонио», но этого оказалось недостаточно, чтобы компенсировать 50-очковый вечер Виктора Вембаньямы, ставший рекордным в карьере. 18 января 2025 года Пул совершил свое второе после обмена появление в «Чейз-центре», домашней площадке «Уорриорз», в качестве игрока гостей. Он набрал 38 очков, в том числе 8 из 15 трехочковых попаданий и свой 900-й трехочковый в карьере, но «Уизардс» проиграли «Уорриорз» со счетом 114:122. Пул стал первым членом драфта НБА 2019 года, достигшим отметки в 900 трехочковых. 7 февраля Пул набрал максимальные в карьере 45 очков в матче с «Кливленд Кавальерс» (134:124). 31 марта в игре с «Майами Хит» Пул превзошел предыдущий рекорд Брэдли Била (223) по количеству трехочковых попаданий за сезон в истории «Уизардс», завершив сезон с 235.

## Статистика

### Статистика в НБА
| Сезон                                                                                    | Команда      | Регулярный сезон | Регулярный сезон | Регулярный сезон | Регулярный сезон | Регулярный сезон | Регулярный сезон | Регулярный сезон | Регулярный сезон | Регулярный сезон | Регулярный сезон | Регулярный сезон | Серия плей-офф | Серия плей-офф | Серия плей-офф | Серия плей-офф | Серия плей-офф | Серия плей-офф | Серия плей-офф | Серия плей-офф | Серия плей-офф | Серия плей-офф | Серия плей-офф |
| Сезон                                                                                    | Команда      | GP               | GS               | MPG              | FG%              | 3P%              | FT%              | RPG              | APG              | SPG              | BPG              | PPG              | GP             | GS             | MPG            | FG%            | 3P%            | FT%            | RPG            | APG            | SPG            | BPG            | PPG            |
| ---------------------------------------------------------------------------------------- | ------------ | ---------------- | ---------------- | ---------------- | ---------------- | ---------------- | ---------------- | ---------------- | ---------------- | ---------------- | ---------------- | ---------------- | -------------- | -------------- | -------------- | -------------- | -------------- | -------------- | -------------- | -------------- | -------------- | -------------- | -------------- |
| 2019/20                                                                                  | Голден Стэйт | 57               | 14               | 22,4             | 33,3             | 27,9             | 79,8             | 2,1              | 2,4              | 0,6              | 0,2              | 8,8              | Не участвовал  | Не участвовал  | Не участвовал  | Не участвовал  | Не участвовал  | Не участвовал  | Не участвовал  | Не участвовал  | Не участвовал  | Не участвовал  | Не участвовал  |
| 2020/21                                                                                  | Голден Стэйт | 51               | 7                | 19,4             | 43,2             | 35,1             | 88,2             | 1,8              | 1,9              | 0,5              | 0,2              | 12,0             | Не участвовал  | Не участвовал  | Не участвовал  | Не участвовал  | Не участвовал  | Не участвовал  | Не участвовал  | Не участвовал  | Не участвовал  | Не участвовал  | Не участвовал  |
| 2021/22                                                                                  | Голден Стэйт | 76               | 51               | 30,0             | 44,8             | 36,4             | 92,5             | 3,4              | 4,0              | 0,8              | 0,3              | 18,5             | 22             | 5              | 27,5           | 50,8           | 39,1           | 91,5           | 2,8            | 3,8            | 0,8            | 0,4            | 17,0           |
| 2022/23                                                                                  | Голден Стэйт | 82               | 43               | 30,0             | 43,0             | 33,6             | 87,0             | 2,7              | 4,5              | 0,8              | 0,3              | 20,4             | 13             | 4              | 21,8           | 34,1           | 25,4           | 76,5           | 2,2            | 3,5            | 0,8            | 0,2            | 10,3           |
| 2023/24                                                                                  | Вашингтон    | 78               | 66               | 30,1             | 41,3             | 32,6             | 87,7             | 2,7              | 4,4              | 1,1              | 0,3              | 17,4             | Не участвовал  | Не участвовал  | Не участвовал  | Не участвовал  | Не участвовал  | Не участвовал  | Не участвовал  | Не участвовал  | Не участвовал  | Не участвовал  | Не участвовал  |
| 2024/25                                                                                  | Вашингтон    | 68               | 68               | 29,4             | 43,2             | 37,8             | 88,3             | 3,0              | 4,5              | 1,3              | 0,4              | 20,5             | Не участвовал  | Не участвовал  | Не участвовал  | Не участвовал  | Не участвовал  | Не участвовал  | Не участвовал  | Не участвовал  | Не участвовал  | Не участвовал  | Не участвовал  |
|                                                                                          | Всего        | 412              | 249              | 27,5             | 42,2             | 34,5             | 87,9             | 2,7              | 3,8              | 0,9              | 0,3              | 16,8             | 35             | 9              | 25,4           | 45,0           | 34,6           | 86,7           | 2,6            | 3,7            | 0,8            | 0,3            | 14,5           |
| Наведите курсор мыши на аббревиатуры в заголовке таблицы, чтобы прочесть их расшифровку. |              |                  |                  |                  |                  |                  |                  |                  |                  |                  |                  |                  |                |                |                |                |                |                |                |                |                |                |                |

### Статистика в Джи-Лиге
| Сезон                                                                                    | Команда             | Регулярный сезон | Регулярный сезон | Регулярный сезон | Регулярный сезон | Регулярный сезон | Регулярный сезон | Регулярный сезон | Регулярный сезон | Регулярный сезон | Регулярный сезон | Регулярный сезон | Серия плей-офф | Серия плей-офф | Серия плей-офф | Серия плей-офф | Серия плей-офф | Серия плей-офф | Серия плей-офф | Серия плей-офф | Серия плей-офф | Серия плей-офф | Серия плей-офф |
| Сезон                                                                                    | Команда             | GP               | GS               | MPG              | FG%              | 3P%              | FT%              | RPG              | APG              | SPG              | BPG              | PPG              | GP             | GS             | MPG            | FG%            | 3P%            | FT%            | RPG            | APG            | SPG            | BPG            | PPG            |
| ---------------------------------------------------------------------------------------- | ------------------- | ---------------- | ---------------- | ---------------- | ---------------- | ---------------- | ---------------- | ---------------- | ---------------- | ---------------- | ---------------- | ---------------- | -------------- | -------------- | -------------- | -------------- | -------------- | -------------- | -------------- | -------------- | -------------- | -------------- | -------------- |
| 2019/20                                                                                  | Санта-Круз Уорриорз | 3                | 3                | 35,1             | 46,3             | 42,3             | 80,0             | 6,3              | 4,7              | 1,7              | 0,0              | 26,0             | Не участвовал  | Не участвовал  | Не участвовал  | Не участвовал  | Не участвовал  | Не участвовал  | Не участвовал  | Не участвовал  | Не участвовал  | Не участвовал  | Не участвовал  |
| 2020/21                                                                                  | Санта-Круз Уорриорз | 11               | 11               | 33,4             | 45,1             | 32,5             | 92,9             | 5,3              | 3,6              | 0,5              | 0,2              | 22,4             | Не участвовал  | Не участвовал  | Не участвовал  | Не участвовал  | Не участвовал  | Не участвовал  | Не участвовал  | Не участвовал  | Не участвовал  | Не участвовал  | Не участвовал  |
|                                                                                          | Всего               | 14               | 14               | 33,8             | 45,4             | 34,9             | 89,5             | 5,5              | 3,9              | 0,7              | 0,1              | 23,1             | Не участвовал  | Не участвовал  | Не участвовал  | Не участвовал  | Не участвовал  | Не участвовал  | Не участвовал  | Не участвовал  | Не участвовал  | Не участвовал  | Не участвовал  |
| Наведите курсор мыши на аббревиатуры в заголовке таблицы, чтобы прочесть их расшифровку. |                     |                  |                  |                  |                  |                  |                  |                  |                  |                  |                  |                  |                |                |                |                |                |                |                |                |                |                |                |

### Статистика в NCAA
| Сезон | Команда | Conf    | Class | GP | GS | MPG  | FG%  | 3P%  | FT%  | RPG | APG | SPG | BPG | PPG  |
| --- | ------- | ------- | ----- | -- | -- | ---- | ---- | ---- | ---- | --- | --- | --- | --- | ---- |
| 2017/18 | Мичиган | Big Ten | FR    | 38 | 0  | 12,5 | 42,9 | 37,0 | 82,7 | 1,4 | 0,6 | 0,5 | 0,2 | 6,1  |
| 2018/19 | Мичиган | Big Ten | SO    | 37 | 37 | 33,1 | 43,6 | 36,9 | 83,3 | 3,0 | 2,2 | 1,1 | 0,2 | 12,8 |
| Всего | Всего   | Всего   | Всего | 75 | 37 | 22,7 | 43,4 | 37,0 | 83,1 | 2,2 | 1,4 | 0,8 | 0,2 | 9,4  |
| Наведите курсор мыши на аббревиатуры в заголовке таблицы, чтобы прочесть их расшифровку Статистика приведена с сайта sports-reference.com |         |         |       |    |    |      |      |      |      |     |     |     |     |      |